# ACID (バンド)
ACID（アシッド）は、かつて存在した日本のミクスチャーバンド。相次ぐメンバーの脱退により2008年9月26日に解散。

## 概要
2003年8月、元SIAM SHADEのボーカリストであった未来 (HIDEKI)を中心に結成、結成当初は4人体制。
2004年、新たに3人加入し、7人体制となる。
2005年3月16日、アルバム「ACID1.5 -PUNK DRUNKER-」でメジャーデビュー。
2006年、セカンドアルバムリリース後の6月に賢友が離脱、8月に未来も事実上脱退し、5人体制となる。その後は2枚のシングルと、1枚のアルバムをリリースした。
2008年9月26日、淳平、昌満が脱退したのを機に解散。

## 解散後
最終メンバーの３人はe.muの元ボーカリスト坂上瑞紀を迎え入れ、2009年3月にNeedless Lyricsを結成し活動を再開
。同年5月13日にアルバム「Needless Lyrics」をリリース。翌年以降もシングル１枚、配信限定シングル２曲をリリースした後、2011年1月27日に解散した。

## メンバー

### 最終メンバー
- 大介 ギター(元e.mu)
- 遊汰 ベース(元SOLID)
- 誠一郎 ドラム

### 元メンバー
- 未来 (HIDEKI) ボーカル
2005年に淳平にメインボーカルを託し、その後もボーカル＆キーボードとしてACIDでの活動を続けていたが、その後ソロ活動に重点をおき、ACIDの活動から離れる。2006年8月、所属事務所J-ROCKを離れると同時にACIDを事実上脱退。
- 賢友 ギター
2006年6月、韓国での兵役のため離脱。兵役が終わる2008年には復帰の可能性も残していたが、復帰する事は無かった。
- 淳平 ボーカル
2008年9月26日、以前から患っていた気胸の療養のため脱退。翌年にソロアーティスト・吉原淳平として活動再開。2018年、アーティスト名を「じぇーぴー」に改名し現在も活動中。
- 昌満 ギター
2008年9月26日、淳平と共に脱退。

## ディスコグラフィー
店頭販売分のみ

### シングル
1. ACID 1.7～SPIRITUAL CIRCUS～ (2005年12月26日)
  1. 15才 作詞：淳平　作曲：遊汰
  2. 龍宮城 作詞：淳平　作曲：大介
  3. 愛の火 作詞：淳平　作曲：大介
  4. 青い想い
2. 0:00 A.M./花吹雪（2007年2月28日）オリコンチャート154位　登場回数1回
  1. 0:00 A.M. 作詞・作曲：大介
  2. 花吹雪 作詞：淳平　作曲：大介
  3. 0:00 A.M.(Instrumental)
  4. 花吹雪(Instrumental)
3. 世界が終るまでは･･･/FAKE（2008年1月30日）オリコンチャート192位　登場回数1回
  1. 世界が終るまでは･･･ 作詞：上杉昇　作曲：織田哲郎 
WANDSの「世界が終るまでは…」をカバー
  2. FAKE 作詞：ACID/Erika　作曲：大介
  3. 世界が終るまでは･･･(Instrumental)
  4. FAKE(Instrumental)

1. アルバム

1. ACID1.5 -PUNK DRUNKER-（2005年3月16日）作詞/作曲：ACID　オリコンチャート117位　登場回数1回
  1. SOSUS
  2. PLACE of LOVE
  3. Renewal my soul
  4. 在生
  5. NOW
  6. Precious day
  7. Business
  8. この時を止めて
  9. We are what we are
  10. Go
2. ACID2.0 -SPIRITUAL CIRCUS COMPLETE-（2006年4月2日）
  1. SPIRITUAL CIRCUS 作曲：遊汰
  2. 15才-fifteen- 作詞：淳平　作曲：遊汰
  3. Conjuration 作詞：淳平、未来　作曲：遊汰
  4. 龍宮城 作詞：淳平　作曲：大介
  5. Growing up 作詞：淳平　作曲：大介
  6. Still in the dream? 作詞：淳平　作曲：大介、遊汰
  7. Big Bang 作詞：淳平　作曲：遊汰
  8. Departure(interlude)
  9. Brand New World 作詞：遊汰　作曲：遊汰
  10. 愛の火 作詞：淳平　作曲： 大介
  11. 青い想い(Album ver.) 作詞：ACID 　作曲：大介
  12. Eat ' em all 作詞：淳平　 作曲：大介
3. PRAY FOR THE FUTURE（2007年6月6日）
  1. Pray for the future（Instrumental） 作曲：遊汰
  2. Existence proof 作詞・作曲：遊汰
  3. 0:00 A.M. 作詞・作曲：大介
  4. Prayer 作詞・作曲：遊汰
  5. ライフ 作詞：淳平　作曲：遊汰
  6. Under the shadows 作詞・作曲：大介
  7. Sweet shine 作詞：淳平　作曲：遊汰
  8. SEED 作詞・作曲：大介
  9. Sorrow in the box 作詞：昌満　作曲：大介
  10. 花吹雪 作詞：淳平　作曲：大介
  11. Darling 作詞：誠一郎　作曲：遊汰